# Matteo Salvini
Matteo Salvini (Milà, 9 de març de 1973) és un polític italià que va exercir com a viceprimer ministre d'Itàlia i ministre de l'Interior de l'1 de juny de 2018 al 5 de setembre de 2019. És Secretari federal del partit Lega Nord (Lliga del Nord) d'Itàlia des de desembre de 2013. És senador al Senat italià des de març de 2018. Anteriorment va exercir com a membre del Parlament Europeu (MEP) per la circumscripció del nord-oest d'Itàlia des de 2004 fins al 2018.
Salvini ha estat considerat un polític euroescèptic de línia dura, amb una visió molt crítica de la Unió Europea, especialment de l'euro. S'oposa a la immigració a Itàlia ia la UE, així com a la gestió de la UE dels sol·licitants d'asil. També és considerat un dels principals líders de l'onada populista que va sacsejar Europa durant la dècada del 2010 i un membre del moviment neonacionalista, que és una ideologia de dretes que posa l'accent en la desglobalització, les postures nativistes i proteccionistes.
Salvini és sobrenomenat "El Capità" pels seus partidaris. Durant el seu temps com a viceprimer ministre, molts comentaristes polítics internacionals i diaris el van caracteritzar com un home fort i com el polític més influent d'Itàlia després de les eleccions del 2018. Amb l'arribada de la invasió russa d'Ucraïna el 2022, s'ha posat en dubte la postura de Salvini com un dels partidaris més ferms del president rus Vladímir Putin a Europa.

## Biografia

### Primers anys
Salvini va néixer a Milà l'any 1973, fill d'un pare executiu d'empresa i mare mestressa de casa. El 1985, amb 12 anys, va participar en el programa de jocs Doppio slalom, conduït per Corrado Tedeschi a Canale 5 i el 1993, als 20, va participar en Il pranzo è servito, de Davide Mengacci, que va ser emès per Rete 4.
Salvini va estudiar al Liceu Clàssic "Alessandro Manzoni" de Milà. Més tard va assistir a la Universitat de Milà on va estudiar ciències polítiques abans de passar a història. No obstant això, va interrompre els seus estudis per començar la seva carrera política i mai es va graduar.
Durant la seva joventut, Salvini solia visitar el centre social autogestionat d'esquerres Leoncavallo, tot i que la naturalesa d'aquesta relació és controvertida. Ha declarat en el passat que solia anar a Leoncavallo en la seva adolescència i va acceptar aquestes idees. Tanmateix, a la seva autobiografia, escriu: "Vaig anar al Leoncavallo només una vegada. A un concert. Quan ni tan sols m'interessava la política". Una investigació de la revista Jacobin va reduir la seva relació amb el centre.

### Inici de la carrera política

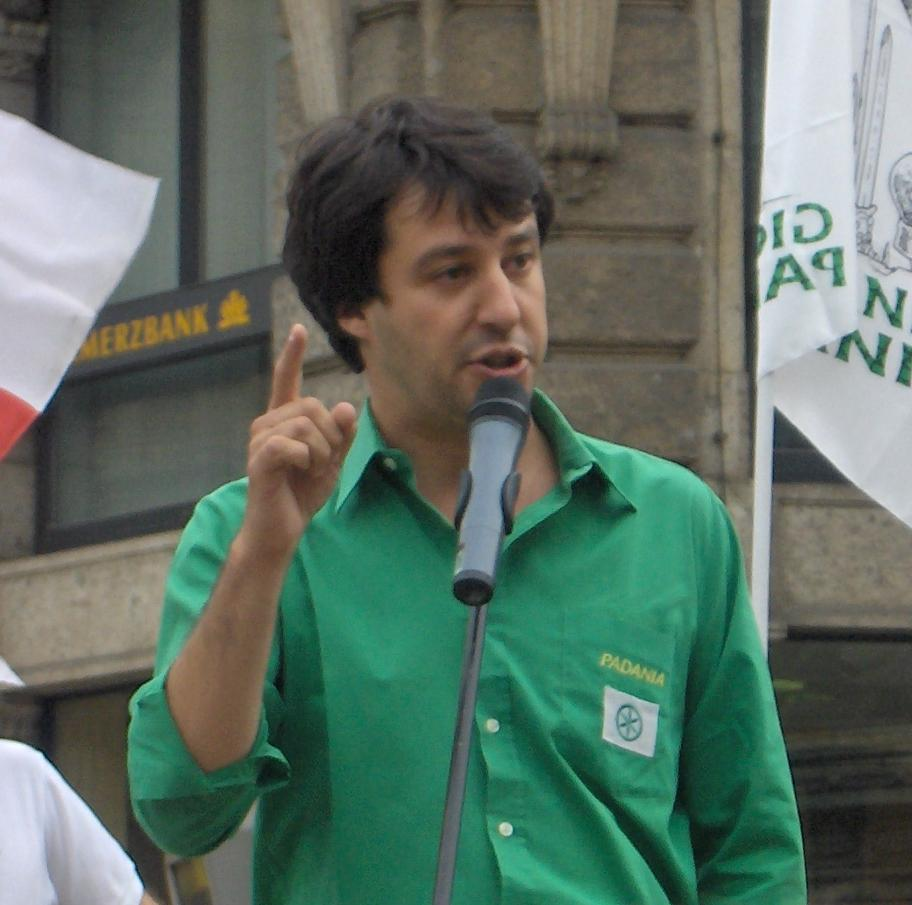
Salvini durant un acte del Moviment Joves Padanians el 2006

El 1990, amb 17 anys, Salvini es va convertir en membre de la Lliga Nord, el moviment regionalista i separatista fundat per Umberto Bossi el 1989. Va ser membre actiu del Moviment Joves Padanians, la facció juvenil de LN, de la qual va esdevenir coordinador de la ciutat de Milà el 1992 i secretari el 1997. El mateix any va començar a treballar com a periodista a La Padania, el diari oficial de la Lliga Nord. El 1999 també va treballar a l'emissora de ràdio de la Lega Radio Padania Libera i des del juliol de 2003 està inscrit com a periodista a la llista de periodistes professionals italians.
El 1993 va ser elegit regidor a l'Ajuntament de Milà, càrrec que ocuparia fins al 2012. Mentre que el 1997 va participar en les eleccions padaneses i va ser elegit dins la llista Comunisti Padani (comunistes padanesos), que va obtenir 5 escons de 210. L'any següent va ser elegit secretari provincial de la Lliga per Milà.
El 1999, durant una visita oficial del president italià Carlo Azeglio Ciampi a Milà, Salvini es va negar a donar-li la mà, afirmant que Ciampi no el representava.

### Europarlamentari
El 2004, Salvini fou escollit diputat al Parlament Europeu (MEP) per la regió del nord-oest i va participar al Parlament Europeu com a part dels No-Inscrits. Durant la legislatura va seleccionar Franco Bossi, germà del secretari del partit Umberto, com a ajudant parlamentari.
El 2006, va perdre el seu càrrec com a diputat al Parlament Europeu i va ser substituït per Gian Paolo Gobbo. Salvini va ser reelegit regidor de la ciutat a Milà, a les eleccions municipals d'aquell any, amb més de 3.000 vots. El mateix any, va esdevenir vicesecretari de la Lliga Llombarda, juntament amb Marco Reguzzoni, i el líder del partit a l'ajuntament. Va formar part de la Comissió de Cultura i Educació del Parlament Europeu, va ser substitut de la Comissió de Medi Ambient, Salut Pública i Seguretat Alimentària i membre de la delegació a la Comissió Parlamentaria Mixta UE-Xile. Va renunciar al Parlament Europeu el novembre de 2006.
Salvini es va presentar a les eleccions generals de 2008 i va ser elegit diputat al Parlament Italià per a la circumscripció de Llombardia. No obstant això, va dimitir el 13 de juliol de 2009, després de ser escollit una vegada més al Parlament Europeu a les eleccions del mateix any. Al Parlament Europeu va formar part del Grup Europa de la Llibertat i la Democràcia (Europe for Freedom and Democracy). En aquesta legislatura a formar part de la Comissió de Mercat Interior i Protecció del Consumidor i va ser membre de la delegació de relacions amb l'Índia i de la delegació de relacions amb la península de Corea. Va ser substitut del Comitè de Comerç Internacional i de la delegació de relacions amb Sud-àfrica.
El 2 de juny de 2012, Salvini es va convertir en el secretari federal de la Lliga Lombarda, derrotant Cesarino Monti amb 403 vots contra 129. Després de les eleccions, el 12 d'octubre va decidir deixar el càrrec de cap de grup i regidor de la ciutat de Milà després de 19 anys. Salvini va ser escollit posteriorment diputat a les eleccions generals del 2013, però va renunciar al seu mandat el primer dia de la legislatura, i va ser substituït per Marco Rondini; Salvini va mantenir la posició d'eurodiputat.
Després de les eleccions europees de 2014, en què va ser reelegit, va tornar als No-Inscrits. El juny de 2015 va formar part de la creació d'un nou grup, l'Europa de les Nacions i la Llibertat (Europe of Nations and Freedom), que també inclou partits com el Front Nacional francès i el Partit Holandès per la Llibertat; també va ser el vicepresident de la delegació italiana.

### Secretari general de la Lliga Nord

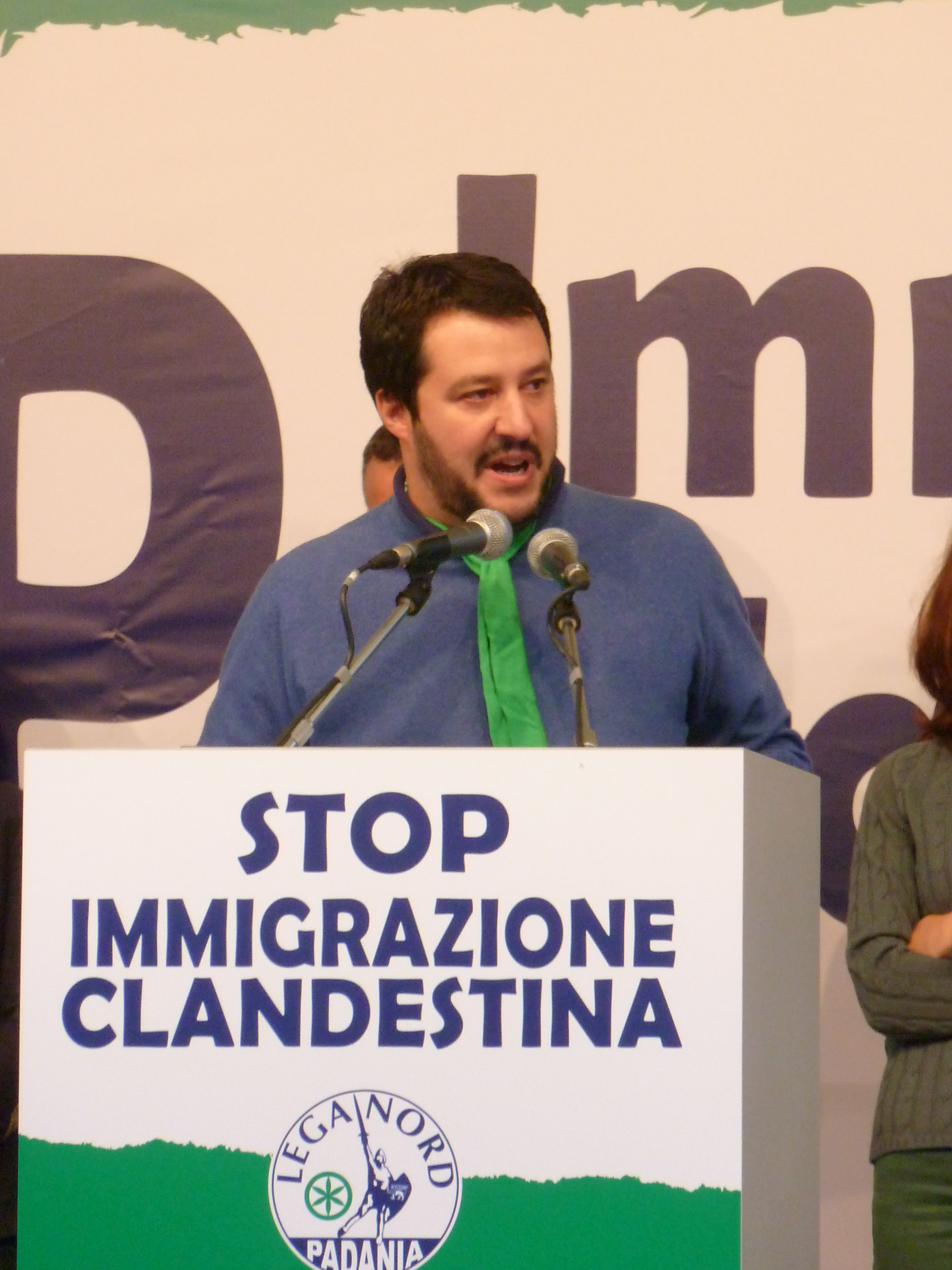
Matteo Salvini durant un acte de la Lliga Nord el 2013

El setembre de 2013, Roberto Maroni, secretari de la LN i mentor de Salvini, va anunciar que aviat deixaria la direcció del partit. Al cap d'unes setmanes, Salvini va anunciar la seva candidatura a les primeres eleccions a la direcció de la Lega. Es va programar un congrés per a mitjans de desembre, on es van presentar cinc candidats: Umberto Bossi, Giacomo Stucchi, Manes Bernardini, Roberto Stefanazzi i Salvini. D'aquests, només Bossi i Salvini van reunir les 1.000 signatures necessàries dels membres del partit per participar en les "primàries" internes, i Salvini va recollir quatre vegades les signatures recollides per Bossi.
El 7 de desembre de 2013, Salvini, que comptava amb el suport de Roberto Maroni i la majoria de les principals figures del partit (inclòs Flavio Tosi, que havia renunciat a una candidatura pròpia), va derrotar a Umberto Bossi amb el 82% dels vots. Una setmana més tard, la seva elecció va ser ratificada pel congrés federal del partit a Torí, esdevenint així Secretari Genral de la Lliga Nord.
Sota Salvini, el partit va adoptar una visió fortament crítica de la Unió Europea, especialment de l'euro, que va qualificar de "crim contra la humanitat". Abans de les eleccions al Parlament Europeu de 2014, Salvini va començar a cooperar amb Marine Le Pen i Geert Wilders. Aquests moviments van ser criticats per Bossi, que va representar l'ala proeuropea del partit i va defensar l'euro. Gràcies al suport de Le Pen Salvini va planejar convertir la Lliga Nord en una mena de Front Nacional a la italiana.
L'abril de 2014, Salvini va presentar el logotip del partit per a les eleccions al Parlament Europeu, amb Basta Euro ("No més euros") substituint Padània, per emfatitzar l'euroescepticisme del partit i el desig de sortir de la zona euro. El partit incloïa a les seves llistes candidats d'altres moviments antieuro i/o autonomistes (d'aquí Autonomie, que significa "Autonomies"), entre els quals destacava Die Freiheitlichen, un partit populista i separatista de dreta actiu al Tirol del Sud.

### De partit regional a partit estatal
El congrés federal del partit, convocat a Pàdua el juliol de 2014, va aprovar la posició política de Salvini, especialment un pla per a la introducció d'un impost fix i la creació d'un partit germà al centre-sud d'Itàlia i a la Itàlia insular. Al novembre, les eleccions regionals d'Emília-Romanya van representar un gran pas per al "projecte nacional" de Salvini: la Lega Nord, que va obtenir el 19,4% dels vots, va ser el segon partit més gran de la regió, i molt per davant de Forza Italia, ajudant a obrir el camí perquè la Lega Nord esdevingués el partit dominant de centredreta a nivell estatal. Al desembre es va posar en marxa el partit germà del sud d'Itàlia, Noi con Salvini (NcS).
El 28 de febrer de 2015, Salvini va liderar una manifestació a Roma per protestar contra la immigració il·legal. Fou un dels actes que es considera la seva presentació a nivell estatal.
Després de les eleccions locals de 2016, en què el partit va funcionar per sota de les expectatives a Llombardia (mentre ho va fer bé a Vèneto, així com Emília-Romanya i Toscana) i el NcS va tenir un mal rendiment. Va créixer la pressió política sobre Salvini, per part de Bossi, Maroni i, especialment, el recentment elegit líder de la Lega Lombarda, Paolo Grimoldi, qui va criticar el gir a la dreta del partit i el seu enfocament al Sud, alhora que va reivindicar la identitat federalista i autonomista de la LN.
En el període previ a les primàries internes de 2017, Salvini es va centrar a convertir-se en el líder del centredreta a nivell estatal, i, possiblement, a canviar el nom de la Lliga del Nord per La Lliga. Paolo Grimoldi, líder de la Lega Lombarda, va optar per no presentar-se contra Salvini (i Maroni va mantenir la seva neutralitat), però Gianni Fava, ministre regional llombard d'Agricultura, va anunciar la seva candidatura amb l'objectiu de representar la banda federalista/autonomista/separatista partit. Fava era contrari a la prohibició de les drogues, a les unions civils per a parelles del mateix sexe i, anti Front Nacional.

### Eleccions generals de 2018

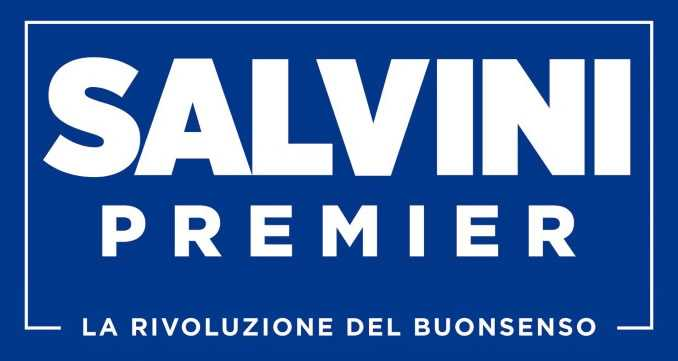
Logotip de Salvini per a les eleccions de 2018, inspirat en la campanya de Donald Trump.

El 21 de desembre de 2017, Salvini va presentar el nou logotip electoral de la Lliga Nord per a les eleccions generals de 2018; per primera vegada des de la seva fundació el partit es va presentar a totes les circumscripcions del país, utilitzant un logotip sense la paraula "Nord".
La Lliga va obtenir un èxit rotund, convertint-se en el tercer partit d'Itàlia amb un 17,4% dels vots. Va guanyar la majoria dels seus vots al nord (incloent el 32,2% al Vèneto, el 28,0% a Llombardia, el 26,7% a Trentino, el 25,8% a Friül-Venecia Júlia i el 22,6% al Piemont), però també va avançar a la resta del país. país, especialment al centre d'Itàlia (sobretot el 20,2% a Umbria), la part alta del Sud (13,8% als Abruços) i Sardenya (10,8%). La Lliga es va convertir en el partit amb més vots de la coalició de centredreta i així Salvini va ser escollit de facto com a líder de la coalició; el centredreta va aconseguir una pluralitat d'escons a la Cambra de Diputats i al Senat; tanmateix, cap grup polític o partit va aconseguir una majoria absoluta, la qual cosa va resultar en un parlament suspès.
Després de conèixer els resultats de les eleccions, tant Salvini com el líder del Moviment Cinc Estrelles, Luigi Di Maio, van afirmar que mereixien rebre del president Sergio Mattarella el mandat per formar un nou gabinet, perquè lideraven, respectivament, el partit més gran i la coalició més gran. El 6 de març, Salvini va repetir el missatge de campanya que el seu partit rebutjaria qualsevol coalició amb el Moviment Cinc Estrelles. El 24 de març, la coalició de centredreta i el Moviment Cinc Estrelles van acordar l'elecció dels presidents de les Cambres del Parlament, Roberto Fico de M5S per a la Cambra i Maria Elisabetta Alberti Casellati de Forza Italia per al Senat.
El 7 de maig, el president Mattarella va celebrar una tercera ronda de converses de formació de govern, després de la qual va confirmar formalment la manca d'una possible majoria. En conseqüència, Mattarella va anunciar la seva intenció de nomenar aviat un "govern neutral" o de convocar unes noves eleccions. El 9 de maig, després d'un dia de rumors, tant Salvini com Di Maio van demanar oficialment que el president Mattarella els donés 24 hores més per arribar a un acord de govern entre les dues parts. Aquell vespre, Silvio Berlusconi va anunciar públicament que Forza Itàlia no donaria suport a un govern de la Lliga del Moviment Cinc Estrelles amb un vot de confiança, però encara mantindria l'aliança de centredreta, tot i així, obrint la porta a un possible govern majoritari entre els dos partits.
El 13 de maig, el Moviment Cinc Estrelles i la Lliga van arribar a un acord de principis sobre un programa de govern, que obria el camí per a la formació d'una coalició de govern entre els dos partits. El 21 de maig de 2018, Di Maio i Salvini van proposar el professor de dret privat Giuseppe Conte per al paper de primer ministre al govern italià de 2018. Després de diverses polèmiques, el 31 de maig es triava la figura d'un Primer Ministre de palla i es creava la figura de dos vice-presidents, un de cada partit.

### Moviments i escàndols al partit
El 2018 el partit va llançar un reclutament paral·lel de membres al Centre-Sud sota el nom de "Lliga per Salvini Premier" (LSP), pràcticament suplantant els Noi con Salvini. La LSP s'havia descrit com un "partit paral·lel", que podria eventualment substituir tant la LN com la NcS, que es fusionarien en una sola. Mentrestant, els grups parlamentaris conjunts dels partits van ser nomenats "Lliga – Premier Salvini" a la Cambra i "Lliga – Primer Ministro Salvini – Partit d'Acció Sarda" al Senat. Segons fonts informatives, el canvi de nom va estar relacionat amb l'embargament per part de la justícia dels comptes bancaris de la LN, després de la condemna de Bossi i Belsito per frau.
El 22 de febrer de 2019, la revista italiana L'Espresso va publicar una investigació que revelava un esquema de finançament de 3 milions d'euros, pagat per entitats vinculades al Kremlin i disfressat com una venda de gasoil. L'esquema implicava que la companyia petroliera estatal russa Rosneft havia venut 3 milions de dòlars de gasoil a una empresa italiana. Suposadament, els diners s'havien de transferir de Rosneft a la Lliga mitjançant una subvenció russa del banc italià Banca Intesa, del qual el conseller federal de la Lliga Andrea Mascetti és membre del consell. Els diners havien de finançar la propera campanya de les eleccions europees. Actualment, les autoritats italianes estan investigant el cas.
El juliol del mateix any BuzzFeed va fer públiques les gravacions de veu i les transcripcions completes de la reunió, on s'escolta l'oficial de relacions públiques de Salvini, Gianluca Savoini, reunint-se amb agents russos propers a Vladímir Putin a Moscou, al mateix temps que Salvini també es trobava a Moscou en un viatge oficial. La reunió es va centrar en proporcionar a la Lega 65 milions de dòlars de finançament per part de l'estat rus. L'assumpte es va convertir en part d'una investigació més àmplia de les autoritats italianes sobre les finances de la Lliga. La Lliga té un acord de cooperació oficial amb el partit de govern de Rússia Rússia Unida.
L'agost de 2019, en un altre escàndol de finançament no relacionat amb les investigacions de Rússia esmentades anteriorment, el tribunal superior d'Itàlia va condemnar el partit de Salvini a retornar 49 milions d'euros (54,83 milions de dòlars) de finançament dels contribuents adquirits il·legalment a l'estat italià. A més, Belsito va ser condemnat a presó.

### Vicepresident i Ministre de l'Interior
L'1 de juny de 2018, Matteo Salvini va jurar com a viceprimer ministre i ministre de l'Interior. Immediatament va declarar que el seu principal objectiu era reduir dràsticament el nombre d'immigrants il·legals a Itàlia. Al principi del seu mandat, nombrosos mitjans de comunicació van assenyalar que Salvini es va col·locar en un paper encara més dominant que Conte i semblava marcar l'agenda d'Itàlia, fent un us extensiu i populista de les xarxes socials. 10 dies després, Salvini va anunciar el tancament dels ports italians ald vaixells de rescat de migrants.
El de juny de 2018, Salvini va anunciar que el govern duria a terme un cens de la població romaní a Itàlia amb el propòsit de deportar tots els que no es trobaven legalment al país. Tanmateix, aquesta mesura va ser criticada com a inconstitucional i va ser oposada per tots els partits de l'oposició i també per alguns membres del M5S. Poc després va proposar fer un cens racial a Itàlia, per poder comptabilitzar les persones gitanes, alhora que afirmava que els gitanos que són italians "malauradament" no podrien ser deportats. Això va provocar un clam a Itàlia, ja que el registre racial està prohibit per la constitució italiana. El primer ministre italià Giuseppe Conte va obligar Salvini a abandonar la proposta. El líder de l'oposició Matteo Orfini va reaccionar suggerint que Salvini hauria de fer un "cens de racistes i feixistes".
El 24 de setembre de 2018, el Consell de Ministres va aprovar l'anomenat "Decret Salvini", que contenia una sèrie de mesures dures que abolien les formes clau de protecció dels migrants i facilitaven la seva deportació. El decret també va suspendre el procés de sol·licitud de refugi d'aquells que es consideraven "socialment perillosos" o que havien estat condemnats per un delicte.
L'agost de 2019, Salvini va anunciar una moció de censura contra el primer ministre Conte, després de les creixents tensions a la majoria. Molts analistes polítics van veure la moció de censura com una mesura de Salvini per forçar una convocatòria d'eleccions anticipades on podria convertir-se en el proper primer ministre d'Itàlia.
El 20 d'agost, arran del debat parlamentari en què Conte va acusar durament Salvini de ser un oportunista polític que "havia desencadenat una crisi política només per servir el seu interès personal", el primer ministre va renunciar al seu càrrec al president Mattarella. La presumpta maniobra de Salvini va fracassar, ja que Conte va negociar amb èxit la formació d'un nou gabinet amb el Partit Demòcrata de centreesquerra.

### Oposició
Després de la formació del gabinet Conte II, Salvini va criticar sovint el nou govern per les seves opinions sobre la immigració. Durant la pandèmia de la COVID-19, va criticar els plans de Conte d'utilitzar el Mecanisme d'Estabilitat Europeu per impulsar l'economia.
El febrer de 2021, Salvini va donar suport a la Lliga per unir-se al govern d'unitat nacional de l'antic president del Banc Central Europeu Mario Draghi, juntament amb el Partit Demòcrata, el Moviment Cinc Estrelles, Forza Italia i altres partits menors de centre i centreesquerra, tot i la posició clarament pro-europea de Draghi. El partit de dretes Germans d'Itàlia liderat per Giorgia Meloni, soci de la Lliga de Salvini a la coalició de centredreta, no va donar el seu suport al govern de Draghi, convertint-lo en el principal partit de l'oposició.

### Política europea
A nivell europeu, abans de les eleccions al Parlament Europeu de 2019, Salvini va treballar per crear una aliança paneuropea de partits polítics nacionalistes, i va continuar aquests esforços després de les eleccions. Va fundar l'Aliança Europea de Pobles i Nacions el 8 d'abril de 2019. A les eleccions europees a Itàlia, la Lliga va guanyar una pluralitat de vots per primera vegada en unes eleccions nacionals, obtenint més del 34% dels vots, quelcom que va reforçar la posició de Salvini a Itàlia. En conjunt, la coalició europea Identitat i Democràcia, de la qual forma part la Lega, es va convertir en el cinquè grup més gran del Parlament Europeu.

## Vida privada
Matteo Salvini es defineix com a catòlic romà i àvid partidari del club de futbol A.C. Milan.
El 2001 es va casar amb Fabrizia Ieluzzi, una periodista que treballava per a una emissora de ràdio privada, amb la qual va tenir un fill (Federico) el 2003. Després del seu divorci va tenir una filla, Mirta, de la seva nova parella Giulia Martinelli el 2012. Més tard es va comprometre amb Elisa Isoardi, una popular presentadora de televisió. Després d'una relació de gairebé tres anys, Isoardi va anunciar la seva separació el novembre de 2018 mitjançant una publicació a Instagram. Al març de 2019, Salvini està compromès amb Francesca Verdini, filla del polític Denis Verdini.